# Aphytis quadraspidioti
Aphytis quadraspidioti är en stekelart som beskrevs av Li 1996. Aphytis quadraspidioti ingår i släktet Aphytis och familjen växtlussteklar. Inga underarter finns listade i Catalogue of Life.